# Saison 2018-2019 de l'Amiens SC
 (juillet 2019).
Si vous disposez d'ouvrages ou d'articles de référence ou si vous connaissez des sites web de qualité traitant du thème abordé ici, merci de compléter l'article en donnant les références utiles à sa vérifiabilité et en les liant à la section « Notes et références ».
Maillots
Chronologie
Saison précédente Saison suivante
La saison 2018-2019 de l'Amiens SC est la saison sportive de juillet 2018 à mai 2019 de l'Amiens Sporting Club, club de football situé à Amiens.
Cette saison voit le club évoluer dans trois compétitions : la Ligue 1, premier niveau du football français, la Coupe de France et la Coupe de la Ligue.

## Résumé de la saison
Equipe-type de la première partie de la saison
Equipe-type de la deuxième partie de la saison

## Joueurs et encadrement technique

### Effectif et statistiques
Les tableaux suivant présentent les joueurs et l'encadrement technique de l'Amiens SC ayant fait partie de l'effectif de la saison 2018-2019 .
| P     | N° | Joueur                  | Âge             | Depuis          | Ch. app.        | Ch. tit.        | But inscrit | Passe décisive | CF. app. | But inscrit | CL. app. | But inscrit |
| ----- | -- | ----------------------- | --------------- | --------------- | --------------- | --------------- | ----------- | -------------- | -------- | ----------- | -------- | ----------- |
| G     | 16 | Mathieu Dreyer          | 29 ans          | 2018            |                 |                 |             |                | 2        |             | 2        |             |
| G     | 1  | Régis Gurtner           | 31 ans          | 2015            | 38              | 38              |             |                |          |             |          |             |
| DC    | 3  | Khaled Adenon           | 32 ans          | 2015            | 23              | 22              |             |                | 1        |             | 1        |             |
| DG/DC | 12 | Bakaye Dibassy          | 28 ans          | 2016            | 34              | 32              | 1           | 1              | 1        |             | 2        |             |
| DD    | 19 | Oualid El Hajjam        | 27 ans          | 2012            | 11              | 6               |             |                | 2        |             | 2        |             |
| DC    | 2  | Prince-Désir Gouano     | 24 ans          | 2017            | 30              | 30              | 1           |                |          |             | 2        |             |
| DD    | 4  | Emil Krafth (→prêt)     | 23 ans          | 2018            | 35              | 33              | 1           | 1              | 1        |             |          |             |
| DG/DC | 25 | Jordan Lefort           | 25 ans          | 2011            | 23              | 21              |             | 1              | 2        |             | 2        |             |
| DG    | 26 | Erik Pieters (→prêt)    | 29 ans          | 2019            | 15              | 14              | 1           | 1              |          |             |          |             |
| DG    | 18 | Sanasi Sy               | 19 ans          | 2018            | 1               | 0               |             |                | 2        |             | 1        |             |
| MC    | 17 | Alexis Blin (→prêt)     | 21 ans          | 2018            | 27              | 25              | 1           |                | 1        |             | 2        |             |
| MC    | 24 | Mathieu Bodmer          | 35 ans          | 2017            | 26              | 10              | 1           |                | 2        |             | 1        |             |
| MD    | 13 | Quentin Cornette        | 24 ans          | 2016            | 5               | 3               |             |                |          |             |          |             |
| MC    | 8  | Guessouma Fofana        | 25 ans          | 2015            | 3               | 2               |             |                |          |             |          |             |
| MC    | 8  | Ganso (→prêt)           | 28 ans          | 2018            | 12              | 5               |             | 2              |          |             | 1        |             |
| MC    | 5  | Eddy Gnahoré (→prêt)    | 24 ans          | 2018            | 34              | 24              | 4           | 2              | 2        |             | 2        |             |
| MG    | 21 | Rafał Kurzawa           | 25 ans          | 2018            | 11              | 2               | 1           |                | 1        |             | 2        |             |
| MC    | 6  | Thomas Monconduit       | 27 ans          | 2015            | 33              | 32              |             | 1              | 1        |             | 1        |             |
| MC    | 14 | Gaoussou Traoré         | 18 ans          | 2018            | 3               | 1               |             |                | 1        |             |          |             |
| MC    | 34 | Bongani Zungu           | 25 ans          | 2017            | 5               | 3               |             |                |          |             |          |             |
| AD/MD | 7  | Saman Ghoddos           | 24 ans          | 2018            | 27              | 20              | 4           | 4              |          |             | 1        |             |
| AC    | 9  | Serhou Guirassy (→prêt) | 22 ans          | 2019            | 13              | 13              | 3           | 1              |          |             |          |             |
| AC    | 22 | Seybou Koïta            | 24 ans          | 2016            |                 |                 |             |                |          |             | 1        |             |
| AC    | 15 | Moussa Konaté           | 25 ans          | 2017            | 27              | 21              | 7           | 3              | 1        |             |          |             |
| AG/MG | 10 | Stiven Mendoza          | 26 ans          | 2018            | 25              | 22              | 2           | 2              | 2        |             | 1        |             |
| AD/MD | 11 | Juan Ferney Otero       | 23 ans          | 2018            | 33              | 24              | 2           | 2              | 2        |             | 2        | 1           |
| AC    | –  | Stanley Segarel         | 24 ans          | 2018            | 3               | 0               |             |                | 2        |             |          |             |
| AC/AD | 20 | Cheick Timité           | 20 ans          | 2018            | 27              | 15              | 1           | 1              | 2        | 1           | 2        | 1           |
|       |    | contre son camp         | contre son camp | contre son camp | contre son camp | contre son camp | 1           |                |          |             |          | 2           |

| Rôle                    | Membre                  | Âge    | Depuis |
| ----------------------- | ----------------------- | ------ | ------ |
| Entraineur              | Christophe Pélissier    | 52 ans | 2015   |
| Entraineur adjoint      | Romain Poyet            | 37 ans | 2015   |
| Entraineur adjoint      | Jean-Marie Stéphanopoli | 45 ans | 2017   |
| Entraineur des gardiens | Olivier Lagarde         | 47 ans | 2015   |
| Préparateur physique    | Simon Lucq              | ans    |        |
| Préparateur physique    | Armand Zélisko          | ans    |        |

| P | Joueur            | Âge    | Club                          | Championnat | Ch. app. | Ch. tit. | But inscrit | Aut. app. | But inscrit |
| - | ----------------- | ------ | ----------------------------- | ----------- | -------- | -------- | ----------- | --------- | ----------- |
| A | Yannick Mamilonne | 26 ans | Paris FC                      | D2 France   | 15       | 11       | 2           | 1         | 0           |
| A | Brighton Labeau   | 22 ans | FC Villefranche               | D3 France   | 23       | 17       | 5           | 4         | 1           |
| M | Madih Talal       | 20 ans | Entente Sannois Saint-Gratien | D3 France   | 24       | 23       | 9           | ?         | ?           |
| A | Réda Rabeï        | 24 ans | US Avranches                  | D3 France   | 16       | 15       | 4           | 2         | 1           |
| A | Seybou Koïta      | 24 ans | MS Ashdod                     | D1 Israël   | 6        | 4        | 0           | 1         | 0           |
| D | Sanasi Sy         | 19 ans | AFC Tubize                    | D2 Belgique | 9        | 6        | 0           | 0         | 0           |
| M | Rafał Kurzawa     | 25 ans | FC Midtjylland                | D1 Danemark | 6        | 5        | 1           | 2         | 0           |
| A | Jack Lahne        | 16 ans | AIK Fotboll                   | D1 Suède    | 9        | 5        | 1           | 0         | 0           |

### Transferts

#### Mercato d'été
| Joueur            | P. | Club                         | Transfert                   |
| ----------------- | -- | ---------------------------- | --------------------------- |
| Arrivées          |    |                              |                             |
| Jordan Lefort     | D  | US Quevilly (L2)             | Retour de prêt              |
| Yannick Mamilonne | A  | US Quevilly (L2)             | Retour de prêt              |
| Nathan Dekoke     | D  | US Boulogne (N1)             | Retour de prêt              |
| Brighton Labeau   | A  | US Créteil-Lusitanos (N1)    | Retour de prêt              |
| Réda Rabeï        | A  | SC Juventus Bucarest (D1)    | Retour de prêt              |
| Cheick Timité     | A  | USL Dunkerque (N1)           | R. de prêt, premier contrat |
| Juan Ferney Otero | A  | Estudiantes de La Plata (D1) | Transfert (3,3 M€)          |
| Mathieu Dreyer    | G  | Stade Malherbe Caen (L1)     | Fin de contrat              |
| Eddy Gnahoré      | M  | US Palerme (D1)              | Prêt avec option d'achat    |
| Emil Krafth       | D  | Bologne FC (D1)              | Prêt avec option d'achat    |
| Rafał Kurzawa     | M  | Górnik Zabrze (D1)           | Fin de contrat              |
| Gaoussou Traoré   | M  | Amiens SC rés. (N3)          | Premier contrat             |
| Saman Ghoddos     | A  | Östersunds FK (D1)           | Transfert (4 M€)            |
| Ganso             | M  | Séville FC (D1)              | Prêt avec option d'achat    |
| Alexis Blin       | M  | Toulouse FC (L1)             | Prêt avec option d'achat    |
| Sanasi Sy         | D  | Formé au club                | Premier contrat             |

| Joueur                | P. | Club                               | Transfert                  |
| --------------------- | -- | ---------------------------------- | -------------------------- |
| Départs               |    |                                    |                            |
| Tanguy Ndombele       | M  | Olympique lyonnais (L1)            | Transfert définitif (8 M€) |
| Raphaël Adicéam       | G  | RC France (N2)                     | Fin de contrat             |
| Sekou Baradji         | M  |                                    | Rupture de contrat         |
| Danilo Avelar         | D  | Torino FC (D1)                     | Retour de prêt             |
| Jean-Luc Dompé        | M  | Standard de Liège (D1)             | Retour de prêt             |
| Emmanuel Bourgaud     | M  | Red Star FC (L2)                   | Libéré de son contrat      |
| Jean-Christophe Bouet | G  | Stade lavallois (N1)               | Fin de contrat             |
| Georges Gope-Fenepej  | M  | Le Mans FC (N1)                    | Fin de contrat             |
| Julien Ielsch         | D  | Amiens SC rés. (N3)                | Fin de carrière prof.      |
| Guy Ngosso            | M  | US Quevilly (N1)                   | Fin de contrat             |
| Serge Gakpe           | A  | Cercle Bruges KSV (D2)             | Fin de contrat             |
| Lacina Traoré         | A  | AS Monaco FC (D1)                  | Retour de prêt             |
| Issa Cissokho         | D  | Maccabi Petah-Tikva (D1)           | Fin de contrat             |
| Gaël Kakuta           | M  | Hebei China Fortune FC (D1)        | Retour de prêt             |
| Yannick Mamilonne     | A  | Paris FC (L2)                      | Prêt                       |
| Charly Charrier       | M  | Les Herbiers Football (N2)         | Libéré de son contrat      |
| Harrison Manzala      | M  | Angers SCO (L1)                    | Transfert (1 M€)           |
| Brighton Labeau       | A  | FC Villefranche (N1)               | Prêt                       |
| Nathan Dekoke         | D  | US Avranches (N1)                  | Libéré de son contrat      |
| Madih Talal           | M  | Entente Sannois Saint-Gratien (N1) | Prêt                       |
| Guessouma Fofana      | M  | En Avant de Guingamp (L1)          | Transfert (1 M€)           |
| Réda Rabeï            | A  | US Avranches (N1)                  | Prêt                       |

#### Mercato d'hiver
| Joueur          | P. | Club                   | Transfert                    |
| --------------- | -- | ---------------------- | ---------------------------- |
| Arrivées        |    |                        |                              |
| Serhou Guirassy | A  | 1. FC Cologne (D2)     | Prêt                         |
| Erik Pieters    | D  | Stoke City (D1)        | Prêt                         |
| Jack Lahne      | A  | IF Brommapojkarna (D2) | Prêt ; t. définitif (1,5 M€) |
| Départs         |    |                        |                              |
| Ganso           | M  | Séville FC (D1)        | Retour de prêt               |
| Seybou Koïta    | A  | MS Ashdod (D1)         | Prêt                         |
| Sanasi Sy       | D  | AFC Tubize (D2)        | Prêt                         |
| Rafał Kurzawa   | M  | FC Midtjylland (D1)    | Prêt                         |
| Jack Lahne      | A  | AIK Fotboll (D1)       | Prêt                         |

## Résultats

### Ligue 1
| 1re journée – 17e             | Olympique lyonnais     | 2 – 0   | Amiens SC | | |
| Dimanche 12 août 2018 15 h 00 | Traoré 24e · Depay 75e | (1 – 0) | | Groupama Stadium, Décines-Charpieu Spectateurs : 48 263 Diffuseur : beIN Sports 1 Arbitrage : Frank Schneider | Groupama Stadium, Décines-Charpieu Spectateurs : 48 263 Diffuseur : beIN Sports 1 Arbitrage : Frank Schneider |
| Dimanche 12 août 2018 15 h 00 | Rapport                |         | | Groupama Stadium, Décines-Charpieu Spectateurs : 48 263 Diffuseur : beIN Sports 1 Arbitrage : Frank Schneider | Groupama Stadium, Décines-Charpieu Spectateurs : 48 263 Diffuseur : beIN Sports 1 Arbitrage : Frank Schneider |
| Dimanche 12 août 2018 15 h 00 |                        | Équipes | Gurtner - El Hajjam, Adenon, Dibassy, Lefort - Fofana, Gnahoré, Traoré (Cornette, 62e) - Otero (Timite, 89e), Konaté (Bodmer, 84e), Mendoza | Groupama Stadium, Décines-Charpieu Spectateurs : 48 263 Diffuseur : beIN Sports 1 Arbitrage : Frank Schneider | Groupama Stadium, Décines-Charpieu Spectateurs : 48 263 Diffuseur : beIN Sports 1 Arbitrage : Frank Schneider |

| 2e journée – 19e            | Amiens SC | 1 – 2   | Montpellier SC                    | | |
| Samedi 18 août 2018 20 h 00 | Konaté 82e (pen.) | (0 – 0) | 52e Mollet · 71e Skhiri ( Mollet) | Stade de la Licorne, Amiens Spectateurs : 10 402 Diffuseur : beIN Sports Max 4 Arbitrage : Karim Abed | Stade de la Licorne, Amiens Spectateurs : 10 402 Diffuseur : beIN Sports Max 4 Arbitrage : Karim Abed |
| Samedi 18 août 2018 20 h 00 | Rapport |         |                                   | Stade de la Licorne, Amiens Spectateurs : 10 402 Diffuseur : beIN Sports Max 4 Arbitrage : Karim Abed | Stade de la Licorne, Amiens Spectateurs : 10 402 Diffuseur : beIN Sports Max 4 Arbitrage : Karim Abed |
| Samedi 18 août 2018 20 h 00 | Gurtner - El Hajjam (Krafth, 88e), Gouano, Adenon, Dibassy - Gnahoré, Fofana (Bodmer, 83e) - Otero, Mendoza, Cornette (Kurzawa, 71e) - Konaté | Équipes |                                   | Stade de la Licorne, Amiens Spectateurs : 10 402 Diffuseur : beIN Sports Max 4 Arbitrage : Karim Abed | Stade de la Licorne, Amiens Spectateurs : 10 402 Diffuseur : beIN Sports Max 4 Arbitrage : Karim Abed |

| 3e journée – 14e            | Amiens SC | 4 – 1   | Stade de Reims         | | |
| Samedi 25 août 2018 20 h 00 | (Konaté ) Gnahoré 22e · (Lefort ) Ghoddos 58e · (Krafth ) Konaté 67e · (Mendoza ) Konaté 73e                                             | (1 – 0) | 84e Cafaro ( Fontaine) | Stade de la Licorne, Amiens Spectateurs : 10 709 Diffuseur : beIN Sports Max 4 Arbitrage : Florent Batta | Stade de la Licorne, Amiens Spectateurs : 10 709 Diffuseur : beIN Sports Max 4 Arbitrage : Florent Batta |
| Samedi 25 août 2018 20 h 00 | | Rapport | 36e Metanire ·         | Stade de la Licorne, Amiens Spectateurs : 10 709 Diffuseur : beIN Sports Max 4 Arbitrage : Florent Batta | Stade de la Licorne, Amiens Spectateurs : 10 709 Diffuseur : beIN Sports Max 4 Arbitrage : Florent Batta |
| Samedi 25 août 2018 20 h 00 | Gurtner - Krafth, Adenon, Dibassy, Lefort - Zungu (Fofana, 77e), Gnahoré - Otero, Ghoddos (Bodmer, 65e), Mendoza (Kurzawa, 77e) - Konaté | Équipes |                        | Stade de la Licorne, Amiens Spectateurs : 10 709 Diffuseur : beIN Sports Max 4 Arbitrage : Florent Batta | Stade de la Licorne, Amiens Spectateurs : 10 709 Diffuseur : beIN Sports Max 4 Arbitrage : Florent Batta |

| 4e journée – 14e                  | AS Saint-Étienne | 0 – 0   | Amiens SC | | |
| Dimanche 2 septembre 2018 15 h 00 |                  | (0 – 0) | | Stade Geoffroy-Guichard, Saint-Étienne Spectateurs : 30 146 Diffuseur : beIN Sports 1 Arbitrage : Thomas Léonard | Stade Geoffroy-Guichard, Saint-Étienne Spectateurs : 30 146 Diffuseur : beIN Sports 1 Arbitrage : Thomas Léonard |
| Dimanche 2 septembre 2018 15 h 00 | Rapport          |         | | Stade Geoffroy-Guichard, Saint-Étienne Spectateurs : 30 146 Diffuseur : beIN Sports 1 Arbitrage : Thomas Léonard | Stade Geoffroy-Guichard, Saint-Étienne Spectateurs : 30 146 Diffuseur : beIN Sports 1 Arbitrage : Thomas Léonard |
| Dimanche 2 septembre 2018 15 h 00 |                  | Équipes | Gurtner - Krafth, Adenon, Dibassy, Lefort - Gnahoré, Zungu (Ghoddos, 60e), Monconduit - Otero, Konaté (El Hajjam, 88e), Mendoza (Bodmer, 64e) | Stade Geoffroy-Guichard, Saint-Étienne Spectateurs : 30 146 Diffuseur : beIN Sports 1 Arbitrage : Thomas Léonard | Stade Geoffroy-Guichard, Saint-Étienne Spectateurs : 30 146 Diffuseur : beIN Sports 1 Arbitrage : Thomas Léonard |

| 5e journée – 18e                 | Amiens SC | 2 – 3   | LOSC Lille                                              | | |
| Samedi 15 septembre 2018 20 h 00 | (Ganso ) Kurzawa 79e · Ghoddos 90+3e | (0 – 1) | 45+2e (pen.) Pépé · 56e (pen.) Pépé · 76e Pépé ( Ikone) | Stade de la Licorne, Amiens Spectateurs : 11 569 Diffuseur : beIn Sports Max 4 Arbitrage : Nicolas Rainville | Stade de la Licorne, Amiens Spectateurs : 11 569 Diffuseur : beIn Sports Max 4 Arbitrage : Nicolas Rainville |
| Samedi 15 septembre 2018 20 h 00 | Rapport |         |                                                         | Stade de la Licorne, Amiens Spectateurs : 11 569 Diffuseur : beIn Sports Max 4 Arbitrage : Nicolas Rainville | Stade de la Licorne, Amiens Spectateurs : 11 569 Diffuseur : beIn Sports Max 4 Arbitrage : Nicolas Rainville |
| Samedi 15 septembre 2018 20 h 00 | Gurtner - Krafth, Gouano, Adenon, Dibassy - Gnahoré, Blin (Traoré, 24e, puis Kurzawa, 62e), Bodmer - Otero (Ganso, 71e), Konaté, Ghoddos | Équipes |                                                         | Stade de la Licorne, Amiens Spectateurs : 11 569 Diffuseur : beIn Sports Max 4 Arbitrage : Nicolas Rainville | Stade de la Licorne, Amiens Spectateurs : 11 569 Diffuseur : beIn Sports Max 4 Arbitrage : Nicolas Rainville |

| 6e journée – 19e                 | RC Strasbourg                                     | 3 – 1   | Amiens SC | | |
| Samedi 22 septembre 2018 20 h 00 | Lala 48e · (Lala ) Corgnet 66e · Adenon 86e (csc) | (0 – 1) | 45+2e Krafth ( Gnahoré) | Stade de la Meinau, Strasbourg Spectateurs : 24 683 Diffuseur : beIn Sports Max 8 Arbitrage : Jérémy Stinat | Stade de la Meinau, Strasbourg Spectateurs : 24 683 Diffuseur : beIn Sports Max 8 Arbitrage : Jérémy Stinat |
| Samedi 22 septembre 2018 20 h 00 | Rapport                                           |         | | Stade de la Meinau, Strasbourg Spectateurs : 24 683 Diffuseur : beIn Sports Max 8 Arbitrage : Jérémy Stinat | Stade de la Meinau, Strasbourg Spectateurs : 24 683 Diffuseur : beIn Sports Max 8 Arbitrage : Jérémy Stinat |
| Samedi 22 septembre 2018 20 h 00 |                                                   | Équipes | Gurtner - Krafth, Gouano, Adenon, Lefort - Gnahoré, Monconduit - Cornette (Timite, 86e), Ganso (Konaté, 67e), Kurzawa (Bodmer, 77e) - Ghoddos | Stade de la Meinau, Strasbourg Spectateurs : 24 683 Diffuseur : beIn Sports Max 8 Arbitrage : Jérémy Stinat | Stade de la Meinau, Strasbourg Spectateurs : 24 683 Diffuseur : beIn Sports Max 8 Arbitrage : Jérémy Stinat |

| 7e journée – 15e                   | Amiens SC | 2 – 1   | Stade rennais FC          | | |
| Mercredi 26 septembre 2018 19 h 00 | (Ghoddos ) Gnahoré 51e · (Ghoddos ) Gouano 66e                                                                                                | (0 – 0) | 81e Grenier ( Bourigeaud) | Stade de la Licorne, Amiens Spectateurs : 7 605 Diffuseur : beIN Sports Max 7 Arbitrage : Johan Hamel | Stade de la Licorne, Amiens Spectateurs : 7 605 Diffuseur : beIN Sports Max 7 Arbitrage : Johan Hamel |
| Mercredi 26 septembre 2018 19 h 00 | Rapport |         |                           | Stade de la Licorne, Amiens Spectateurs : 7 605 Diffuseur : beIN Sports Max 7 Arbitrage : Johan Hamel | Stade de la Licorne, Amiens Spectateurs : 7 605 Diffuseur : beIN Sports Max 7 Arbitrage : Johan Hamel |
| Mercredi 26 septembre 2018 19 h 00 | Gurtner - Krafth, Gouano , Dibassy, Lefort - Gnahoré, Monconduit, Bodmer (Ganso, 69e) - Cornette (Otero, 14e), Konaté, Ghoddos (Kurzawa, 82e) | Équipes |                           | Stade de la Licorne, Amiens Spectateurs : 7 605 Diffuseur : beIN Sports Max 7 Arbitrage : Johan Hamel | Stade de la Licorne, Amiens Spectateurs : 7 605 Diffuseur : beIN Sports Max 7 Arbitrage : Johan Hamel |

| 8e journée – 17e                 | Stade Malherbe de Caen | 1 – 0   | Amiens SC | | |
| Samedi 29 septembre 2018 20 h 00 | Ninga 40e (pen.)       | (1 – 0) | | Stade Michel-d'Ornano, Caen Spectateurs : 15 007 Diffuseur : beIN Sports Max 6 Arbitrage : Benoît Bastien | Stade Michel-d'Ornano, Caen Spectateurs : 15 007 Diffuseur : beIN Sports Max 6 Arbitrage : Benoît Bastien |
| Samedi 29 septembre 2018 20 h 00 |                        | Rapport | 69e Gnahoré · | Stade Michel-d'Ornano, Caen Spectateurs : 15 007 Diffuseur : beIN Sports Max 6 Arbitrage : Benoît Bastien | Stade Michel-d'Ornano, Caen Spectateurs : 15 007 Diffuseur : beIN Sports Max 6 Arbitrage : Benoît Bastien |
| Samedi 29 septembre 2018 20 h 00 |                        | Équipes | Gurtner - El Hajjam (Krafth, 73e), Adenon, Dibassy, Lefort - Gnahoré, Monconduit, Kurzawa (Bodmer, 46e MT) - Otero, Konaté, Ghoddos (Ganso, 73e) | Stade Michel-d'Ornano, Caen Spectateurs : 15 007 Diffuseur : beIN Sports Max 6 Arbitrage : Benoît Bastien | Stade Michel-d'Ornano, Caen Spectateurs : 15 007 Diffuseur : beIN Sports Max 6 Arbitrage : Benoît Bastien |

| 9e journée – 13e              | Amiens SC | 1 – 0   | Dijon Football | | |
| Samedi 6 octobre 2018 20 h 00 | (Ganso ) Ghoddos 39e | (1 – 0) |                | Stade de la Licorne, Amiens Spectateurs : 10 194 Diffuseur : beIN Sports Max 4 Arbitrage : Florent Batta | Stade de la Licorne, Amiens Spectateurs : 10 194 Diffuseur : beIN Sports Max 4 Arbitrage : Florent Batta |
| Samedi 6 octobre 2018 20 h 00 | Rapport |         |                | Stade de la Licorne, Amiens Spectateurs : 10 194 Diffuseur : beIN Sports Max 4 Arbitrage : Florent Batta | Stade de la Licorne, Amiens Spectateurs : 10 194 Diffuseur : beIN Sports Max 4 Arbitrage : Florent Batta |
| Samedi 6 octobre 2018 20 h 00 | Gurtner - Krafth, Gouano , Adenon, Dibassy - Bodmer, Monconduit, Ganso (Traoré, 83e) - Otero (El Hajjam, 86e), Konaté (Timite, 90e+4), Ghoddos | Équipes |                | Stade de la Licorne, Amiens Spectateurs : 10 194 Diffuseur : beIN Sports Max 4 Arbitrage : Florent Batta | Stade de la Licorne, Amiens Spectateurs : 10 194 Diffuseur : beIN Sports Max 4 Arbitrage : Florent Batta |

| 10e journée – 17e              | Paris Saint-Germain FC                                                                              | 5 – 0   | Amiens SC |                                                                                           |                                                                                           |
| Samedi 20 octobre 2018 17 h 00 | (Di María ) Marquinhos 12e · (Di María ) Rabiot 42e · Draxler 80e · (Diaby ) Mbappé 82e · Diaby 87e | (2 – 0) | | Parc des Princes, Paris Spectateurs : 47 497 Diffuseur : Canal+ Arbitrage : Mikael Lesage | Parc des Princes, Paris Spectateurs : 47 497 Diffuseur : Canal+ Arbitrage : Mikael Lesage |
| Samedi 20 octobre 2018 17 h 00 | Rapport                                                                                             |         | | Parc des Princes, Paris Spectateurs : 47 497 Diffuseur : Canal+ Arbitrage : Mikael Lesage | Parc des Princes, Paris Spectateurs : 47 497 Diffuseur : Canal+ Arbitrage : Mikael Lesage |
| Samedi 20 octobre 2018 17 h 00 | | Équipes | Gurtner - Krafth, Gouano , Adenon, Dibassy - Gnahoré (Blin, 81e), Monconduit - El Hajjam (Konaté, 67e), Ganso (Bodmer, 74e), Ghoddos - Konaté | Parc des Princes, Paris Spectateurs : 47 497 Diffuseur : Canal+ Arbitrage : Mikael Lesage | Parc des Princes, Paris Spectateurs : 47 497 Diffuseur : Canal+ Arbitrage : Mikael Lesage |

| 11e journée – 18e              | Amiens SC | 1 – 2   | FC Nantes                             | | |
| Samedi 27 octobre 2018 20 h 00 | (Otero ) Bodmer 82e | (0 – 1) | 16e Boschilia · 71e Sala ( Boschilia) | Stade de la Licorne, Amiens Spectateurs : 11 384 Diffuseur : beIN Sports Max 7 Arbitrage : Jérémy Stinat | Stade de la Licorne, Amiens Spectateurs : 11 384 Diffuseur : beIN Sports Max 7 Arbitrage : Jérémy Stinat |
| Samedi 27 octobre 2018 20 h 00 | Rapport |         |                                       | Stade de la Licorne, Amiens Spectateurs : 11 384 Diffuseur : beIN Sports Max 7 Arbitrage : Jérémy Stinat | Stade de la Licorne, Amiens Spectateurs : 11 384 Diffuseur : beIN Sports Max 7 Arbitrage : Jérémy Stinat |
| Samedi 27 octobre 2018 20 h 00 | Gurtner - Krafth, Gouano , Adenon, Dibassy - Gnahoré (Ganso, 72e), Monconduit - Otero, Bodmer, Ghoddos (Kurzawa, 79e) - Konaté (Timite, 65e) | Équipes |                                       | Stade de la Licorne, Amiens Spectateurs : 11 384 Diffuseur : beIN Sports Max 7 Arbitrage : Jérémy Stinat | Stade de la Licorne, Amiens Spectateurs : 11 384 Diffuseur : beIN Sports Max 7 Arbitrage : Jérémy Stinat |

| 12e journée – 18e              | OGC Nice         | 1 – 0   | Amiens SC |                                                                                                  |                                                                                                  |
| Samedi 3 novembre 2013 20 h 00 | Gouano 38e (csc) | (1 – 0) | | Allianz Riviera, Nice Spectateurs : 15 259 Diffuseur : beIN Sports Max 5 Arbitrage : Johan Hamel | Allianz Riviera, Nice Spectateurs : 15 259 Diffuseur : beIN Sports Max 5 Arbitrage : Johan Hamel |
| Samedi 3 novembre 2013 20 h 00 | Rapport          |         | | Allianz Riviera, Nice Spectateurs : 15 259 Diffuseur : beIN Sports Max 5 Arbitrage : Johan Hamel | Allianz Riviera, Nice Spectateurs : 15 259 Diffuseur : beIN Sports Max 5 Arbitrage : Johan Hamel |
| Samedi 3 novembre 2013 20 h 00 |                  | Équipes | Gurtner - Krafth, Gouano , Adenon (Timite, 85e), Dibassy, Lefort - Bodmer (Ganso, 65e), Blin (Gnahoré, 65e), Monconduit - Otero, Ghoddos | Allianz Riviera, Nice Spectateurs : 15 259 Diffuseur : beIN Sports Max 5 Arbitrage : Johan Hamel | Allianz Riviera, Nice Spectateurs : 15 259 Diffuseur : beIN Sports Max 5 Arbitrage : Johan Hamel |

| 13e journée – 16e               | Toulouse FC | 0 – 1   | Amiens SC |                                                                                                  |                                                                                                  |
| Samedi 10 novembre 2018 20 h 00 |             | (0 – 1) | 28e Blin ( Ghoddos) | Stadium, Toulouse Spectateurs : 13 552 Diffuseur : beIN Sports Max 7 Arbitrage : Eric Wattellier | Stadium, Toulouse Spectateurs : 13 552 Diffuseur : beIN Sports Max 7 Arbitrage : Eric Wattellier |
| Samedi 10 novembre 2018 20 h 00 | Rapport     |         | | Stadium, Toulouse Spectateurs : 13 552 Diffuseur : beIN Sports Max 7 Arbitrage : Eric Wattellier | Stadium, Toulouse Spectateurs : 13 552 Diffuseur : beIN Sports Max 7 Arbitrage : Eric Wattellier |
| Samedi 10 novembre 2018 20 h 00 |             | Équipes | Gurtner - Krafth, Gouano (Otero, 55e), Adenon, Dibassy, Lefort - Gnahoré, Blin, Monconduit, Ganso (El Hajjam, 72e) - Ghoddos (Mendoza, 82e) | Stadium, Toulouse Spectateurs : 13 552 Diffuseur : beIN Sports Max 7 Arbitrage : Eric Wattellier | Stadium, Toulouse Spectateurs : 13 552 Diffuseur : beIN Sports Max 7 Arbitrage : Eric Wattellier |

| 14e journée – 16e                 | Amiens SC | 1 – 3   | Olympique de Marseille                                       | | |
| Dimanche 25 novembre 2018 21 h 00 | Dibassy 8e | (1 – 1) | 26e Thauvin ( Samson) · 80e Thauvin · 90+1e Thauvin ( Lopez) | Stade de la Licorne, Amiens Spectateurs : 12 051 Diffuseur : Canal+ Arbitrage : Jérôme Miguelgorry | Stade de la Licorne, Amiens Spectateurs : 12 051 Diffuseur : Canal+ Arbitrage : Jérôme Miguelgorry |
| Dimanche 25 novembre 2018 21 h 00 | Rapport |         |                                                              | Stade de la Licorne, Amiens Spectateurs : 12 051 Diffuseur : Canal+ Arbitrage : Jérôme Miguelgorry | Stade de la Licorne, Amiens Spectateurs : 12 051 Diffuseur : Canal+ Arbitrage : Jérôme Miguelgorry |
| Dimanche 25 novembre 2018 21 h 00 | Gurtner - Krafth, Gouano , Dibassy, Lefort - Gnahoré, Blin (Ganso, 85e), Monconduit - Otero (Bodmer, 62e), Ghoddos, Mendoza | Équipes |                                                              | Stade de la Licorne, Amiens Spectateurs : 12 051 Diffuseur : Canal+ Arbitrage : Jérôme Miguelgorry | Stade de la Licorne, Amiens Spectateurs : 12 051 Diffuseur : Canal+ Arbitrage : Jérôme Miguelgorry |

| 15e journée – 18e                | Nîmes Olympique                                           | 3 – 0   | Amiens SC | | |
| Samedi 1er décembre 2018 20 h 00 | Bouanga 45e · (Bouanga ) Alioui 76e · (Bozok ) Alioui 87e | (1 – 0) | | Stade des Costières, Nîmes Spectateurs : 12 159 Diffuseur : beIN Sports Max 7 Arbitrage : Karim Abed | Stade des Costières, Nîmes Spectateurs : 12 159 Diffuseur : beIN Sports Max 7 Arbitrage : Karim Abed |
| Samedi 1er décembre 2018 20 h 00 | Rapport                                                   |         | | Stade des Costières, Nîmes Spectateurs : 12 159 Diffuseur : beIN Sports Max 7 Arbitrage : Karim Abed | Stade des Costières, Nîmes Spectateurs : 12 159 Diffuseur : beIN Sports Max 7 Arbitrage : Karim Abed |
| Samedi 1er décembre 2018 20 h 00 |                                                           | Équipes | Gurtner - Gouano , Adenon, Dibassy - El Hajjam, Blin, Monconduit (Timite, 77e), Lefort (Gnahoré, 45e MT) - Bodmer (Ganso, 64e) - Ghoddos, Mendoza | Stade des Costières, Nîmes Spectateurs : 12 159 Diffuseur : beIN Sports Max 7 Arbitrage : Karim Abed | Stade des Costières, Nîmes Spectateurs : 12 159 Diffuseur : beIN Sports Max 7 Arbitrage : Karim Abed |

| 16e journée – 19e             | Amiens SC | 0 – 2   | AS Monaco FC                            | | |
| Mardi 4 décembre 2018 19 h 00 | | (0 – 1) | Falcao 43e (pen.) · Falcao 90+6e (pen.) | Stade de la Licorne, Amiens Spectateurs : 7 652 Diffuseur : Canal+ Sport Arbitrage : Jérôme Brisard | Stade de la Licorne, Amiens Spectateurs : 7 652 Diffuseur : Canal+ Sport Arbitrage : Jérôme Brisard |
| Mardi 4 décembre 2018 19 h 00 | Rapport |         |                                         | Stade de la Licorne, Amiens Spectateurs : 7 652 Diffuseur : Canal+ Sport Arbitrage : Jérôme Brisard | Stade de la Licorne, Amiens Spectateurs : 7 652 Diffuseur : Canal+ Sport Arbitrage : Jérôme Brisard |
| Mardi 4 décembre 2018 19 h 00 | Gurtner - Krafth, Gouano , Adenon, Dibassy - Monconduit, Blin (Bodmer, 73e) - Mendoza, Ganso, Gnahoré (Segarel, 80e) - Otero (Ghoddos, 61e) | Équipes |                                         | Stade de la Licorne, Amiens Spectateurs : 7 652 Diffuseur : Canal+ Sport Arbitrage : Jérôme Brisard | Stade de la Licorne, Amiens Spectateurs : 7 652 Diffuseur : Canal+ Sport Arbitrage : Jérôme Brisard |

| 17e journée – 17e              | En Avant de Guingamp | 1 – 2   | Amiens SC | | |
| Samedi 8 décembre 2018 20 h 00 | (Thuram ) Didot 70e  | (0 – 0) | 63e Gnahoré ( Otero) · 81e Mendoza | Stade de Roudourou, Guingamp Spectateurs : 14 089 Diffuseur : beIN Sports 3 Arbitrage : Benoît Bastien | Stade de Roudourou, Guingamp Spectateurs : 14 089 Diffuseur : beIN Sports 3 Arbitrage : Benoît Bastien |
| Samedi 8 décembre 2018 20 h 00 | Rapport              |         | | Stade de Roudourou, Guingamp Spectateurs : 14 089 Diffuseur : beIN Sports 3 Arbitrage : Benoît Bastien | Stade de Roudourou, Guingamp Spectateurs : 14 089 Diffuseur : beIN Sports 3 Arbitrage : Benoît Bastien |
| Samedi 8 décembre 2018 20 h 00 |                      | Équipes | Gurtner - Krafth (El Hajjam, 74e), Gouano , Adenon, Dibassy - Monconduit, Blin (Lefort, 46e MT), Gnahoré - Ghoddos (Bodmer, 62e), Otero, Mendoza | Stade de Roudourou, Guingamp Spectateurs : 14 089 Diffuseur : beIN Sports 3 Arbitrage : Benoît Bastien | Stade de Roudourou, Guingamp Spectateurs : 14 089 Diffuseur : beIN Sports 3 Arbitrage : Benoît Bastien |

| 18e journée – 18e               | Amiens SC  | reporté | Angers SCO |                             |                             |
| Samedi 15 décembre 2018 20 h 00 |            | (–)     |            | Stade de la Licorne, Amiens | Stade de la Licorne, Amiens |
| Samedi 15 décembre 2018 20 h 00 | [ Rapport] |         |            | Stade de la Licorne, Amiens | Stade de la Licorne, Amiens |

| 19e journée – 17e                 | FC Girondins de Bordeaux | 1 – 1   | Amiens SC | | |
| Dimanche 21 décembre 2018 17 h 00 | (Palencia ) Kalu 22e     | (1 – 0) | 87e Gnahoré ( Dibassy) | Matmut Atlantique, Bordeaux Spectateurs : 23 343 Diffuseur : beIN Sports 1 Arbitrage : Mikael Lesage | Matmut Atlantique, Bordeaux Spectateurs : 23 343 Diffuseur : beIN Sports 1 Arbitrage : Mikael Lesage |
| Dimanche 21 décembre 2018 17 h 00 | Rapport                  |         | | Matmut Atlantique, Bordeaux Spectateurs : 23 343 Diffuseur : beIN Sports 1 Arbitrage : Mikael Lesage | Matmut Atlantique, Bordeaux Spectateurs : 23 343 Diffuseur : beIN Sports 1 Arbitrage : Mikael Lesage |
| Dimanche 21 décembre 2018 17 h 00 |                          | Équipes | Gurtner - Krafth, Gouano , Adenon, Dibassy - Monconduit, Blin (Gnahoré, 66e) - Otero (Kurzawa, 80e), Bodmer, Mendoza (Ghoddos, 58e) - Timite | Matmut Atlantique, Bordeaux Spectateurs : 23 343 Diffuseur : beIN Sports 1 Arbitrage : Mikael Lesage | Matmut Atlantique, Bordeaux Spectateurs : 23 343 Diffuseur : beIN Sports 1 Arbitrage : Mikael Lesage |

| 18e journée – 17e            | Amiens SC | 0 – 0   | Angers SCO | | |
| Mardi 8 janvier 2019 19 h 00 | | (0 – 0) |            | Stade de la Licorne, Amiens Spectateurs : 10 209 Diffuseur : beIN Sports 3 Arbitrage : Johan Hamel | Stade de la Licorne, Amiens Spectateurs : 10 209 Diffuseur : beIN Sports 3 Arbitrage : Johan Hamel |
| Mardi 8 janvier 2019 19 h 00 | Rapport |         |            | Stade de la Licorne, Amiens Spectateurs : 10 209 Diffuseur : beIN Sports 3 Arbitrage : Johan Hamel | Stade de la Licorne, Amiens Spectateurs : 10 209 Diffuseur : beIN Sports 3 Arbitrage : Johan Hamel |
| Mardi 8 janvier 2019 19 h 00 | Gurtner - Krafth, Gouano , Adenon, Dibassy - Gnahoré, Monconduit - Otero (Kurzawa, 77e), Bodmer, Mendoza (Segarel, 90e+2) - Timite | Équipes |            | Stade de la Licorne, Amiens Spectateurs : 10 209 Diffuseur : beIN Sports 3 Arbitrage : Johan Hamel | Stade de la Licorne, Amiens Spectateurs : 10 209 Diffuseur : beIN Sports 3 Arbitrage : Johan Hamel |

| 20e journée – 17e              | Amiens SC | 0 – 3   | Paris Saint-Germain FC                                               |                                                                                               |                                                                                               |
| Samedi 12 janvier 2019 17 h 00 | | (0 – 0) | 57e (pen.) Cavani · 70e Mbappé ( Cavani) · 79e Marquinhos ( Draxler) | Stade de la Licorne, Amiens Spectateurs : 11 952 Diffuseur : Canal+ Arbitrage : Florent Batta | Stade de la Licorne, Amiens Spectateurs : 11 952 Diffuseur : Canal+ Arbitrage : Florent Batta |
| Samedi 12 janvier 2019 17 h 00 | Adenon 66e | Rapport |                                                                      | Stade de la Licorne, Amiens Spectateurs : 11 952 Diffuseur : Canal+ Arbitrage : Florent Batta | Stade de la Licorne, Amiens Spectateurs : 11 952 Diffuseur : Canal+ Arbitrage : Florent Batta |
| Samedi 12 janvier 2019 17 h 00 | Gurtner - Krafth, Gouano , Adenon, Dibassy, Lefort - Gnahoré (Otero, 75e), Monconduit, Blin (Bodmer, 75e), Mendoza (Kurzawa, 84e) - Timite | Équipes |                                                                      | Stade de la Licorne, Amiens Spectateurs : 11 952 Diffuseur : Canal+ Arbitrage : Florent Batta | Stade de la Licorne, Amiens Spectateurs : 11 952 Diffuseur : Canal+ Arbitrage : Florent Batta |

| 21e journée – 17e                | LOSC Lille                           | 2 – 1   | Amiens SC | | |
| Vendredi 18 janvier 2019 20 h 45 | Leao 45+2e (pen.) · Xeka 85e (Pied ) | (1 – 1) | 5e Otero ( Timite) | Stade Pierre-Mauroy, Villeneuve-d'Ascq Spectateurs : 27 211 Diffuseur : Canal+ Sport Arbitrage : Willy Delajod | Stade Pierre-Mauroy, Villeneuve-d'Ascq Spectateurs : 27 211 Diffuseur : Canal+ Sport Arbitrage : Willy Delajod |
| Vendredi 18 janvier 2019 20 h 45 | Rapport                              |         | | Stade Pierre-Mauroy, Villeneuve-d'Ascq Spectateurs : 27 211 Diffuseur : Canal+ Sport Arbitrage : Willy Delajod | Stade Pierre-Mauroy, Villeneuve-d'Ascq Spectateurs : 27 211 Diffuseur : Canal+ Sport Arbitrage : Willy Delajod |
| Vendredi 18 janvier 2019 20 h 45 |                                      | Équipes | Gurtner - Krafth, Gouano , Lefort, Dibassy - Gnahoré (Kurzawa, 89e), Blin (Ségarel, 88e), Monconduit - Otero, Timite (Bodmer, 73e), Mendoza | Stade Pierre-Mauroy, Villeneuve-d'Ascq Spectateurs : 27 211 Diffuseur : Canal+ Sport Arbitrage : Willy Delajod | Stade Pierre-Mauroy, Villeneuve-d'Ascq Spectateurs : 27 211 Diffuseur : Canal+ Sport Arbitrage : Willy Delajod |

| 22e journée – 18e                | Amiens SC | 0 – 1   | Olympique lyonnais   | | |
| Dimanche 27 janvier 2019 17 h 00 | | (0 – 0) | 50e Denayer ( Depay) | Stade de la Licorne, Amiens Spectateurs : 10 017 Diffuseur : beIN Sports 2 Arbitrage : Jérôme Miguelgorry | Stade de la Licorne, Amiens Spectateurs : 10 017 Diffuseur : beIN Sports 2 Arbitrage : Jérôme Miguelgorry |
| Dimanche 27 janvier 2019 17 h 00 | Rapport |         |                      | Stade de la Licorne, Amiens Spectateurs : 10 017 Diffuseur : beIN Sports 2 Arbitrage : Jérôme Miguelgorry | Stade de la Licorne, Amiens Spectateurs : 10 017 Diffuseur : beIN Sports 2 Arbitrage : Jérôme Miguelgorry |
| Dimanche 27 janvier 2019 17 h 00 | Gurtner - Krafth, Gouano , Lefort, Dibassy - Blin, Monconduit (Konaté, 69e) - Otero (Sy, 90e), Bodmer (Gnahoré, 69e), Mendoza - Timite | Équipes |                      | Stade de la Licorne, Amiens Spectateurs : 10 017 Diffuseur : beIN Sports 2 Arbitrage : Jérôme Miguelgorry | Stade de la Licorne, Amiens Spectateurs : 10 017 Diffuseur : beIN Sports 2 Arbitrage : Jérôme Miguelgorry |

| 23e journée – 19e             | Stade rennais FC     | 1 – 0   | Amiens SC |                                                                                                   |                                                                                                   |
| Samedi 2 février 2019 20 h 00 | (Niang ) Zeffane 82e | (0 – 0) | | Roazhon Park, Rennes Spectateurs : 17 783 Diffuseur : beIN Sports Max 5 Arbitrage : Olivier Thual | Roazhon Park, Rennes Spectateurs : 17 783 Diffuseur : beIN Sports Max 5 Arbitrage : Olivier Thual |
| Samedi 2 février 2019 20 h 00 | Rapport              |         | | Roazhon Park, Rennes Spectateurs : 17 783 Diffuseur : beIN Sports Max 5 Arbitrage : Olivier Thual | Roazhon Park, Rennes Spectateurs : 17 783 Diffuseur : beIN Sports Max 5 Arbitrage : Olivier Thual |
| Samedi 2 février 2019 20 h 00 |                      | Équipes | Gurtner - Krafth, Gouano , Lefort, Dibassy - Blin, Monconduit - Otero (Sy, 90e), Bodmer (Gnahoré, 69e), Timite - Guirassy (Konaté, 59e) | Roazhon Park, Rennes Spectateurs : 17 783 Diffuseur : beIN Sports Max 5 Arbitrage : Olivier Thual | Roazhon Park, Rennes Spectateurs : 17 783 Diffuseur : beIN Sports Max 5 Arbitrage : Olivier Thual |

| 24e journée – 16e             | Amiens SC | 1 – 0   | Stade Malherbe de Caen | | |
| Samedi 9 février 2019 20 h 00 | (Ghoddos ) Konaté 64e | (0 – 0) |                        | Stade de la Licorne, Amiens Spectateurs : 9 373 Diffuseur : beIN Sports 3 Arbitrage : Eric Wattelier | Stade de la Licorne, Amiens Spectateurs : 9 373 Diffuseur : beIN Sports 3 Arbitrage : Eric Wattelier |
| Samedi 9 février 2019 20 h 00 | Rapport |         |                        | Stade de la Licorne, Amiens Spectateurs : 9 373 Diffuseur : beIN Sports 3 Arbitrage : Eric Wattelier | Stade de la Licorne, Amiens Spectateurs : 9 373 Diffuseur : beIN Sports 3 Arbitrage : Eric Wattelier |
| Samedi 9 février 2019 20 h 00 | Gurtner - Krafth, Gouano , Lefort, Dibassy - Ghoddos, Gnahoré, Monconduit, Mendoza (Pieters, 90e+2) - Guirassy (Blin, 88e), Konaté (Timite, 68e) | Équipes |                        | Stade de la Licorne, Amiens Spectateurs : 9 373 Diffuseur : beIN Sports 3 Arbitrage : Eric Wattelier | Stade de la Licorne, Amiens Spectateurs : 9 373 Diffuseur : beIN Sports 3 Arbitrage : Eric Wattelier |

| 25e journée – 17e              | Olympique de Marseille                          | 2 – 0   | Amiens SC |                                                                                             |                                                                                             |
| Samedi 16 février 2019 17 h 00 | (Lopez ) Thauvin 19e · (Ocampos ) Balotelli 25e | (2 – 0) | | Orange Vélodrome, Marseille Spectateurs : 50 871 Diffuseur : Canal+ Arbitrage : Johan Hamel | Orange Vélodrome, Marseille Spectateurs : 50 871 Diffuseur : Canal+ Arbitrage : Johan Hamel |
| Samedi 16 février 2019 17 h 00 | Rapport                                         |         | | Orange Vélodrome, Marseille Spectateurs : 50 871 Diffuseur : Canal+ Arbitrage : Johan Hamel | Orange Vélodrome, Marseille Spectateurs : 50 871 Diffuseur : Canal+ Arbitrage : Johan Hamel |
| Samedi 16 février 2019 17 h 00 |                                                 | Équipes | Gurtner - Krafth, Gouano , Lefort (Ghoddos, 61e), Dibassy - Mendoza (Otero, 80e), Gnahoré, Monconduit, Pieters - Guirassy, Konaté (Timite, 75e) | Orange Vélodrome, Marseille Spectateurs : 50 871 Diffuseur : Canal+ Arbitrage : Johan Hamel | Orange Vélodrome, Marseille Spectateurs : 50 871 Diffuseur : Canal+ Arbitrage : Johan Hamel |

| 26e journée – 17e              | Amiens SC | 1 – 0   | OGC Nice | | |
| Samedi 23 février 2019 20 h 00 | (Konaté ) Guirassy 11e | (1 – 0) |          | Stade de la Licorne, Amiens Spectateurs : 11 074 Diffuseur : beIN Sports 1 Arbitrage : Thomas Léonard | Stade de la Licorne, Amiens Spectateurs : 11 074 Diffuseur : beIN Sports 1 Arbitrage : Thomas Léonard |
| Samedi 23 février 2019 20 h 00 | Rapport |         |          | Stade de la Licorne, Amiens Spectateurs : 11 074 Diffuseur : beIN Sports 1 Arbitrage : Thomas Léonard | Stade de la Licorne, Amiens Spectateurs : 11 074 Diffuseur : beIN Sports 1 Arbitrage : Thomas Léonard |
| Samedi 23 février 2019 20 h 00 | Gurtner - Krafth, Gouano , Lefort, Pieters - Otero (Mendoza, 60e), Blin, Monconduit, Ghoddos (Timite, 88e) - Guirassy, Konaté (Gnahoré, 87e) | Équipes |          | Stade de la Licorne, Amiens Spectateurs : 11 074 Diffuseur : beIN Sports 1 Arbitrage : Thomas Léonard | Stade de la Licorne, Amiens Spectateurs : 11 074 Diffuseur : beIN Sports 1 Arbitrage : Thomas Léonard |

| 27e journée – 17e          | Stade de Reims                 | 2 – 2   | Amiens SC | | |
| Samedi 2 mars 2019 20 h 00 | (Zeneli ) Dia 70e · Cafaro 84e | (0 – 2) | 39e (pen.) Konaté · 44e (csc) Abdelhamid                                                                                        | Stade Auguste-Delaune, Reims Spectateurs : 12 549 Diffuseur : beIN Sports Max 4 Arbitrage : Frank Schneider | Stade Auguste-Delaune, Reims Spectateurs : 12 549 Diffuseur : beIN Sports Max 4 Arbitrage : Frank Schneider |
| Samedi 2 mars 2019 20 h 00 | Rapport                        |         | | Stade Auguste-Delaune, Reims Spectateurs : 12 549 Diffuseur : beIN Sports Max 4 Arbitrage : Frank Schneider | Stade Auguste-Delaune, Reims Spectateurs : 12 549 Diffuseur : beIN Sports Max 4 Arbitrage : Frank Schneider |
| Samedi 2 mars 2019 20 h 00 |                                | Équipes | Gurtner - Krafth, Gouano , Lefort, Pieters - Timite, Blin, Monconduit, Ghoddos (Dibassy, 83e) - Guirassy, Konaté (Gnahoré, 76e) | Stade Auguste-Delaune, Reims Spectateurs : 12 549 Diffuseur : beIN Sports Max 4 Arbitrage : Frank Schneider | Stade Auguste-Delaune, Reims Spectateurs : 12 549 Diffuseur : beIN Sports Max 4 Arbitrage : Frank Schneider |

| 28e journée – 16e          | Amiens SC | 2 – 1   | Nîmes Olympique      | | |
| Samedi 9 mars 2019 20 h 00 | Guirassy 49e · (Konaté ) Pieters 64e | (0 – 0) | 53e Alioui ( Ripart) | Stade de la Licorne, Amiens Spectateurs : 10 523 Diffuseur : beIN Sports Max 5 Arbitrage : Willy Delajod | Stade de la Licorne, Amiens Spectateurs : 10 523 Diffuseur : beIN Sports Max 5 Arbitrage : Willy Delajod |
| Samedi 9 mars 2019 20 h 00 | Guirassy 89e | Rapport |                      | Stade de la Licorne, Amiens Spectateurs : 10 523 Diffuseur : beIN Sports Max 5 Arbitrage : Willy Delajod | Stade de la Licorne, Amiens Spectateurs : 10 523 Diffuseur : beIN Sports Max 5 Arbitrage : Willy Delajod |
| Samedi 9 mars 2019 20 h 00 | Gurtner - Krafth, Gouano , Lefort, Pieters - Timite (Otero, 90e+3), Blin, Monconduit, Ghoddos (Mendoza, 83e) - Guirassy, Konaté (Gnahoré, 76e) | Équipes |                      | Stade de la Licorne, Amiens Spectateurs : 10 523 Diffuseur : beIN Sports Max 5 Arbitrage : Willy Delajod | Stade de la Licorne, Amiens Spectateurs : 10 523 Diffuseur : beIN Sports Max 5 Arbitrage : Willy Delajod |

| 29e journée – 17e           | Angers SCO | 0 – 0   | Amiens SC | | |
| Samedi 16 mars 2019 20 h 00 |            | (0 – 0) | | Stade Raymond-Kopa, Angers Spectateurs : 10 185 Diffuseur : beIN Sports Max 4 Arbitrage : Benoît Millot | Stade Raymond-Kopa, Angers Spectateurs : 10 185 Diffuseur : beIN Sports Max 4 Arbitrage : Benoît Millot |
| Samedi 16 mars 2019 20 h 00 | Rapport    |         | | Stade Raymond-Kopa, Angers Spectateurs : 10 185 Diffuseur : beIN Sports Max 4 Arbitrage : Benoît Millot | Stade Raymond-Kopa, Angers Spectateurs : 10 185 Diffuseur : beIN Sports Max 4 Arbitrage : Benoît Millot |
| Samedi 16 mars 2019 20 h 00 |            | Équipes | Gurtner - Krafth, Gouano , Lefort, Pieters - Otero (El Hajjam, 86e), Blin, Monconduit, Ghoddos (Bodmer, 77e) - Timite, Konaté | Stade Raymond-Kopa, Angers Spectateurs : 10 185 Diffuseur : beIN Sports Max 4 Arbitrage : Benoît Millot | Stade Raymond-Kopa, Angers Spectateurs : 10 185 Diffuseur : beIN Sports Max 4 Arbitrage : Benoît Millot |

| 30e journée – 17e             | Amiens SC | 0 – 0   | FC Girondins de Bordeaux | | |
| Dimanche 31 mars 2019 15 h 00 | | (0 – 0) |                          | Stade de la Licorne, Amiens Spectateurs : 11 765 Diffuseur : beIN Sports 1 Arbitrage : Mikael Lesage | Stade de la Licorne, Amiens Spectateurs : 11 765 Diffuseur : beIN Sports 1 Arbitrage : Mikael Lesage |
| Dimanche 31 mars 2019 15 h 00 | Rapport |         |                          | Stade de la Licorne, Amiens Spectateurs : 11 765 Diffuseur : beIN Sports 1 Arbitrage : Mikael Lesage | Stade de la Licorne, Amiens Spectateurs : 11 765 Diffuseur : beIN Sports 1 Arbitrage : Mikael Lesage |
| Dimanche 31 mars 2019 15 h 00 | Gurtner - Krafth, Gouano , Dibassy, Pieters - Timite (Gnahoré, 83e), Blin, Monconduit, Mendoza - Otero (Cornette, 79e), Konaté | Équipes |                          | Stade de la Licorne, Amiens Spectateurs : 11 765 Diffuseur : beIN Sports 1 Arbitrage : Mikael Lesage | Stade de la Licorne, Amiens Spectateurs : 11 765 Diffuseur : beIN Sports 1 Arbitrage : Mikael Lesage |

| 31e journée – 17e           | Amiens SC | 2 – 2   | AS Saint-Étienne                                      | | |
| Samedi 6 avril 2019 20 h 00 | (Gnahoré ) Konaté 24e · (Mendoza ) Konaté 61e                                                                                              | (1 – 1) | 16e Kolodziejczak ( Khazri) · 90+5e Cabella ( Khazri) | Stade de la Licorne, Amiens Spectateurs : 11 832 Diffuseur : beIN Sports Max 4 Arbitrage : Éric Wattellier | Stade de la Licorne, Amiens Spectateurs : 11 832 Diffuseur : beIN Sports Max 4 Arbitrage : Éric Wattellier |
| Samedi 6 avril 2019 20 h 00 | Lefort 32e | Rapport |                                                       | Stade de la Licorne, Amiens Spectateurs : 11 832 Diffuseur : beIN Sports Max 4 Arbitrage : Éric Wattellier | Stade de la Licorne, Amiens Spectateurs : 11 832 Diffuseur : beIN Sports Max 4 Arbitrage : Éric Wattellier |
| Samedi 6 avril 2019 20 h 00 | Gurtner - Krafth, Gouano , Lefort, Pieters - Blin, Monconduit (Dibassy, 36e) - Timite (Otero, 73e), Gnahoré (Zungu, 84e), Mendoza - Konaté | Équipes |                                                       | Stade de la Licorne, Amiens Spectateurs : 11 832 Diffuseur : beIN Sports Max 4 Arbitrage : Éric Wattellier | Stade de la Licorne, Amiens Spectateurs : 11 832 Diffuseur : beIN Sports Max 4 Arbitrage : Éric Wattellier |

| 32e journée – 17e              | Dijon Football | 0 – 0   | Amiens SC |                                                                                                  |                                                                                                  |
| Vendredi 12 avril 2019 19 h 00 |                | (0 – 0) | | Stade Gaston-Gérard, Dijon Spectateurs : 12 532 Diffuseur : beIN Sports 1 Arbitrage : Karim Abed | Stade Gaston-Gérard, Dijon Spectateurs : 12 532 Diffuseur : beIN Sports 1 Arbitrage : Karim Abed |
| Vendredi 12 avril 2019 19 h 00 |                | Rapport | 90+2e Gnahoré · | Stade Gaston-Gérard, Dijon Spectateurs : 12 532 Diffuseur : beIN Sports 1 Arbitrage : Karim Abed | Stade Gaston-Gérard, Dijon Spectateurs : 12 532 Diffuseur : beIN Sports 1 Arbitrage : Karim Abed |
| Vendredi 12 avril 2019 19 h 00 |                | Équipes | Gurtner - Krafth, Gouano , Dibassy, Pieters - Timite (Otero, 89e), Gnahoré, Blin (Monconduit, 49e), Mendoza - Guirassy, Konaté (Zungu, 61e) | Stade Gaston-Gérard, Dijon Spectateurs : 12 532 Diffuseur : beIN Sports 1 Arbitrage : Karim Abed | Stade Gaston-Gérard, Dijon Spectateurs : 12 532 Diffuseur : beIN Sports 1 Arbitrage : Karim Abed |

| 33e journée – 17e              | FC Nantes                                                                | 3 – 2   | Amiens SC | | |
| Dimanche 21 avril 2019 15 h 00 | (Waris ) Coulibaly 49e · (Lima ) Coulibaly 55e · (Limbombe ) Rongier 59e | (0 – 0) | 62e Otero · 77e Timite ( Monconduit) | Stade de la Beaujoire, Nantes Spectateurs : 19 253 Diffuseur : beIN Sports Max 4 Arbitrage : Thomas Léonard | Stade de la Beaujoire, Nantes Spectateurs : 19 253 Diffuseur : beIN Sports Max 4 Arbitrage : Thomas Léonard |
| Dimanche 21 avril 2019 15 h 00 | Rapport                                                                  |         | | Stade de la Beaujoire, Nantes Spectateurs : 19 253 Diffuseur : beIN Sports Max 4 Arbitrage : Thomas Léonard | Stade de la Beaujoire, Nantes Spectateurs : 19 253 Diffuseur : beIN Sports Max 4 Arbitrage : Thomas Léonard |
| Dimanche 21 avril 2019 15 h 00 |                                                                          | Équipes | Gurtner - Krafth, Gouano , Dibassy, Pieters - Blin (Lefort, 90e+1), Zungu (Timite, 58e), Monconduit (Bodmer, 78e) - Otero, Guirassy, Mendoza | Stade de la Beaujoire, Nantes Spectateurs : 19 253 Diffuseur : beIN Sports Max 4 Arbitrage : Thomas Léonard | Stade de la Beaujoire, Nantes Spectateurs : 19 253 Diffuseur : beIN Sports Max 4 Arbitrage : Thomas Léonard |

| 34e journée – 17e              | Amiens SC | 0 – 0   | RC Strasbourg | | |
| Dimanche 28 avril 2019 15 h 00 | | (0 – 0) |               | Stade de la Licorne, Amiens Spectateurs : 11 833 Diffuseur : beIN Sports Max 4 Arbitrage : Stéphanie Frappart | Stade de la Licorne, Amiens Spectateurs : 11 833 Diffuseur : beIN Sports Max 4 Arbitrage : Stéphanie Frappart |
| Dimanche 28 avril 2019 15 h 00 | Rapport |         |               | Stade de la Licorne, Amiens Spectateurs : 11 833 Diffuseur : beIN Sports Max 4 Arbitrage : Stéphanie Frappart | Stade de la Licorne, Amiens Spectateurs : 11 833 Diffuseur : beIN Sports Max 4 Arbitrage : Stéphanie Frappart |
| Dimanche 28 avril 2019 15 h 00 | Gurtner - Krafth, Adenon, Dibassy, Pieters - Timite, Gnahoré, Blin, Mendoza (Ghoddos, 78e) - Guirassy, Konaté (Otero, 69e) | Équipes |               | Stade de la Licorne, Amiens Spectateurs : 11 833 Diffuseur : beIN Sports Max 4 Arbitrage : Stéphanie Frappart | Stade de la Licorne, Amiens Spectateurs : 11 833 Diffuseur : beIN Sports Max 4 Arbitrage : Stéphanie Frappart |

| 35e journée – 16e           | Montpellier SC       | 1 – 1   | Amiens SC | | |
| Dimanche 5 mai 2019 15 h 00 | (Congré ) Mollet 82e | (0 – 0) | 66e Mendoza ( Pieters) | Stade de la Mosson, Montpellier Spectateurs : 14 330 Diffuseur : beIN Sports Max 5 Arbitrage : Olivier Thual | Stade de la Mosson, Montpellier Spectateurs : 14 330 Diffuseur : beIN Sports Max 5 Arbitrage : Olivier Thual |
| Dimanche 5 mai 2019 15 h 00 | Rapport              |         | | Stade de la Mosson, Montpellier Spectateurs : 14 330 Diffuseur : beIN Sports Max 5 Arbitrage : Olivier Thual | Stade de la Mosson, Montpellier Spectateurs : 14 330 Diffuseur : beIN Sports Max 5 Arbitrage : Olivier Thual |
| Dimanche 5 mai 2019 15 h 00 |                      | Équipes | Gurtner - El Hajjam, Adenon, Dibassy, Pieters - Blin, Monconduit - Timite (Ghoddos, 86e), Gnahoré, Mendoza (Bodmer, 90e+1) - Guirassy (Konaté, 69e) | Stade de la Mosson, Montpellier Spectateurs : 14 330 Diffuseur : beIN Sports Max 5 Arbitrage : Olivier Thual | Stade de la Mosson, Montpellier Spectateurs : 14 330 Diffuseur : beIN Sports Max 5 Arbitrage : Olivier Thual |

| 36e journée – 16e          | Amiens SC | 0 – 0   | Toulouse FC | | |
| Samedi 11 mai 2019 20 h 00 | | (0 – 0) |             | Stade de la Licorne, Amiens Spectateurs : 11 684 Diffuseur : beIN Sports Max 4 Arbitrage : François Letexier | Stade de la Licorne, Amiens Spectateurs : 11 684 Diffuseur : beIN Sports Max 4 Arbitrage : François Letexier |
| Samedi 11 mai 2019 20 h 00 | Rapport |         |             | Stade de la Licorne, Amiens Spectateurs : 11 684 Diffuseur : beIN Sports Max 4 Arbitrage : François Letexier | Stade de la Licorne, Amiens Spectateurs : 11 684 Diffuseur : beIN Sports Max 4 Arbitrage : François Letexier |
| Samedi 11 mai 2019 20 h 00 | Gurtner - Krafth, Adenon, Dibassy, Pieters - Blin, Monconduit - Timite (Otero, 80e), Gnahoré (Konaté, 63e), Mendoza (Ghoddos, 46e MT) - Guirassy | Équipes |             | Stade de la Licorne, Amiens Spectateurs : 11 684 Diffuseur : beIN Sports Max 4 Arbitrage : François Letexier | Stade de la Licorne, Amiens Spectateurs : 11 684 Diffuseur : beIN Sports Max 4 Arbitrage : François Letexier |

| 37e journée – 17e          | AS Monaco FC                                  | 2 – 0   | Amiens SC | | |
| Samedi 18 mai 2019 21 h 00 | (Golovin ) Falcao 26e · (Sidibé ) Golovin 82e | (1 – 0) | | Stade Louis-II, Monaco Spectateurs : 10 188 Diffuseur : beIN Sports Max 4 Arbitrage : Clément Turpin | Stade Louis-II, Monaco Spectateurs : 10 188 Diffuseur : beIN Sports Max 4 Arbitrage : Clément Turpin |
| Samedi 18 mai 2019 21 h 00 | Rapport                                       |         | | Stade Louis-II, Monaco Spectateurs : 10 188 Diffuseur : beIN Sports Max 4 Arbitrage : Clément Turpin | Stade Louis-II, Monaco Spectateurs : 10 188 Diffuseur : beIN Sports Max 4 Arbitrage : Clément Turpin |
| Samedi 18 mai 2019 21 h 00 |                                               | Équipes | Gurtner - Krafth, Adenon, Dibassy, Pieters - Otero, Blin (Gnahoré, 68e), Monconduit , Ghoddos (Timite, 67e) - Konaté (Bodmer, 81e), Guirassy | Stade Louis-II, Monaco Spectateurs : 10 188 Diffuseur : beIN Sports Max 4 Arbitrage : Clément Turpin | Stade Louis-II, Monaco Spectateurs : 10 188 Diffuseur : beIN Sports Max 4 Arbitrage : Clément Turpin |

| 38e journée – 15e            | Amiens SC | 2 – 1   | En Avant de Guingamp | | |
| Vendredi 24 mai 2019 21 h 05 | Guirassy 14e · (Guirassy ) Ghoddos 47e | (1 – 0) | 66e Mendy ( Rebocho) | Stade de la Licorne, Amiens Spectateurs : 12 503 Diffuseur : beIN Sports Max 7 Arbitrage : Amaury Delerue | Stade de la Licorne, Amiens Spectateurs : 12 503 Diffuseur : beIN Sports Max 7 Arbitrage : Amaury Delerue |
| Vendredi 24 mai 2019 21 h 05 | Rapport |         |                      | Stade de la Licorne, Amiens Spectateurs : 12 503 Diffuseur : beIN Sports Max 7 Arbitrage : Amaury Delerue | Stade de la Licorne, Amiens Spectateurs : 12 503 Diffuseur : beIN Sports Max 7 Arbitrage : Amaury Delerue |
| Vendredi 24 mai 2019 21 h 05 | Gurtner - Krafth, Gouano (Adenon, 46e MT), Dibassy, Pieters - Otero (Timite, 73e), Blin, Monconduit, Ghoddos - Konaté (Gnahoré, 82e), Guirassy | Équipes |                      | Stade de la Licorne, Amiens Spectateurs : 12 503 Diffuseur : beIN Sports Max 7 Arbitrage : Amaury Delerue | Stade de la Licorne, Amiens Spectateurs : 12 503 Diffuseur : beIN Sports Max 7 Arbitrage : Amaury Delerue |

### Coupe de France
| 32e de finale                 | Amiens SC | 1 – 0   | Valenciennes FC |                                                                                               |                                                                                               |
| Samedi 5 janvier 2019 15 h 00 | Timite 49e | (0 – 0) |                 | Stade de la Licorne, Amiens Spectateurs : 4 158 Diffuseur : Eurosport 2 Arbitrage : B. Millot | Stade de la Licorne, Amiens Spectateurs : 4 158 Diffuseur : Eurosport 2 Arbitrage : B. Millot |
| Samedi 5 janvier 2019 15 h 00 | Rapport |         |                 | Stade de la Licorne, Amiens Spectateurs : 4 158 Diffuseur : Eurosport 2 Arbitrage : B. Millot | Stade de la Licorne, Amiens Spectateurs : 4 158 Diffuseur : Eurosport 2 Arbitrage : B. Millot |
| Samedi 5 janvier 2019 15 h 00 | Dreyer - El Hajjam, Dibassy , Lefort, Sy - Gnahoré, Blin - Otero (Mendoza, 63e), Bodmer (Monconduit, 63e), Kurzawa - Timite (Segarel, 72e) | Équipes |                 | Stade de la Licorne, Amiens Spectateurs : 4 158 Diffuseur : Eurosport 2 Arbitrage : B. Millot | Stade de la Licorne, Amiens Spectateurs : 4 158 Diffuseur : Eurosport 2 Arbitrage : B. Millot |

| 16e de finale                 | Amiens SC | 0 – 2   | Olympique lyonnais       | | |
| Jeudi 24 janvier 2019 21 h 00 | | (0 – 2) | 28e Dembelé · 35e Dubois | Stade de la Licorne, Amiens Spectateurs : 6 647 Diffuseur : Eurosport 2 Arbitrage : Jérôme Brisard | Stade de la Licorne, Amiens Spectateurs : 6 647 Diffuseur : Eurosport 2 Arbitrage : Jérôme Brisard |
| Jeudi 24 janvier 2019 21 h 00 | | Rapport | 45+2e Marçal ·           | Stade de la Licorne, Amiens Spectateurs : 6 647 Diffuseur : Eurosport 2 Arbitrage : Jérôme Brisard | Stade de la Licorne, Amiens Spectateurs : 6 647 Diffuseur : Eurosport 2 Arbitrage : Jérôme Brisard |
| Jeudi 24 janvier 2019 21 h 00 | Dreyer - Krafth, Adenon , Lefort, Sy - Traoré, Gnahoré (Konaté, 69e) - El Hajjam, Bodmer, Mendoza (Otero, 59e) - Timite (Ségarel, 77e) | Équipes |                          | Stade de la Licorne, Amiens Spectateurs : 6 647 Diffuseur : Eurosport 2 Arbitrage : Jérôme Brisard | Stade de la Licorne, Amiens Spectateurs : 6 647 Diffuseur : Eurosport 2 Arbitrage : Jérôme Brisard |

### Coupe de la Ligue
| 16e de finale                    | FC Metz     | 1 – 2   | Amiens SC | | |
| Mercredi 31 octobre 2018 21 h 05 | Rivière 70e | (0 – 1) | 5e (csc) Niane · 72e Otero | Stade Saint-Symphorien, Longeville-lès-Metz Spectateurs : 5 220 Diffuseur : Foot+, France 3 Picardie Arbitrage : Nicolas Rainville | Stade Saint-Symphorien, Longeville-lès-Metz Spectateurs : 5 220 Diffuseur : Foot+, France 3 Picardie Arbitrage : Nicolas Rainville |
| Mercredi 31 octobre 2018 21 h 05 | Rapport     |         | | Stade Saint-Symphorien, Longeville-lès-Metz Spectateurs : 5 220 Diffuseur : Foot+, France 3 Picardie Arbitrage : Nicolas Rainville | Stade Saint-Symphorien, Longeville-lès-Metz Spectateurs : 5 220 Diffuseur : Foot+, France 3 Picardie Arbitrage : Nicolas Rainville |
| Mercredi 31 octobre 2018 21 h 05 |             | Équipes | Dreyer - El Hajjam, Gouano , Lefort, Sy - Blin, Gnahoré (Monconduit, 68e) - Otero, Ganso, Kurzawa (Koita, 68e) - Timite (Dibassy, 87e) | Stade Saint-Symphorien, Longeville-lès-Metz Spectateurs : 5 220 Diffuseur : Foot+, France 3 Picardie Arbitrage : Nicolas Rainville | Stade Saint-Symphorien, Longeville-lès-Metz Spectateurs : 5 220 Diffuseur : Foot+, France 3 Picardie Arbitrage : Nicolas Rainville |

| 8e de finale                      | Amiens SC | 2 – 3   | Olympique lyonnais                              |                                                                                                 |                                                                                                 |
| Mercredi 19 Décembre 2019 18 h 45 | Denayer 70e (csc) · Timite 90+1e | (0 – 2) | 20e (pen.) Dembelé · 45+2e Traoré · 60e Terrier | Stade de la Licorne, Amiens Spectateurs : 7 327 Diffuseur : Canal+ Sport Arbitrage : Karim Abed | Stade de la Licorne, Amiens Spectateurs : 7 327 Diffuseur : Canal+ Sport Arbitrage : Karim Abed |
| Mercredi 19 Décembre 2019 18 h 45 | Adenon 26e | Rapport |                                                 | Stade de la Licorne, Amiens Spectateurs : 7 327 Diffuseur : Canal+ Sport Arbitrage : Karim Abed | Stade de la Licorne, Amiens Spectateurs : 7 327 Diffuseur : Canal+ Sport Arbitrage : Karim Abed |
| Mercredi 19 Décembre 2019 18 h 45 | Dreyer - El Hajjam, Gouano , Adenon, Dibassy - Blin, Gnahoré - Mendoza (Timite, 61e), Bodmer (Lefort, 30e), Kurzawa - Otero (Ghoddos, 70e) | Équipes |                                                 | Stade de la Licorne, Amiens Spectateurs : 7 327 Diffuseur : Canal+ Sport Arbitrage : Karim Abed | Stade de la Licorne, Amiens Spectateurs : 7 327 Diffuseur : Canal+ Sport Arbitrage : Karim Abed |

### Matchs amicaux
| Amical                           | Amiens SC | 4 – 1   | Sélection UNFP |                                                     |                                                     |
| Vendredi 13 juillet 2018 17 h 00 | Mendoza 18e · Bodmer 45e · Rabeï 48e · Zungu 61e (pen.) | (2 – 1) | 43e Vincent    | Stade Ferdinand Petit, Le Touquet Diffuseur : Aucun | Stade Ferdinand Petit, Le Touquet Diffuseur : Aucun |
| Vendredi 13 juillet 2018 17 h 00 | Rapport |         |                | Stade Ferdinand Petit, Le Touquet Diffuseur : Aucun | Stade Ferdinand Petit, Le Touquet Diffuseur : Aucun |
| Vendredi 13 juillet 2018 17 h 00 | MT1 : Gurtner - Gendrey, Gouano , Lefort, Sy - Monconduit, Traoré, Bodmer - Talal, Otero, Mendoza MT2 : Dreyer - Gendrey (Traoré, 65e), Adenon, Dibassy , Sy - Fofana, Zungu - Gneba, Rabeï, Ngando - Timité | Équipes |                | Stade Ferdinand Petit, Le Touquet Diffuseur : Aucun | Stade Ferdinand Petit, Le Touquet Diffuseur : Aucun |

| Amical                   | Amiens SC | 1 – 2   | Paris FC (2)              |                                          |                                          |
| Vendredi 20 juillet 2018 | Mendoza 3e | (1 – 2) | 22e Kanté · 30e Mamilonne | Stade André-Coël, Roye Diffuseur : Aucun | Stade André-Coël, Roye Diffuseur : Aucun |
| Vendredi 20 juillet 2018 | Rapport |         |                           | Stade André-Coël, Roye Diffuseur : Aucun | Stade André-Coël, Roye Diffuseur : Aucun |
| Vendredi 20 juillet 2018 | Gurtner (Dreyer, 46e MT) - El Hajjam (Gendrey, 64e), Gouano (Adenon, 64e), Dibassy, Lefort (Sy, 64e) - Zungu (Fofana, 46e MT), Monconduit (Traoré, 72e) - Talal (Gneba, 46e MT), Bodmer (Rabeï, 46e MT), Mendoza (Ngando, 64e) - Otero (Timité, 64e) | Équipes |                           | Stade André-Coël, Roye Diffuseur : Aucun | Stade André-Coël, Roye Diffuseur : Aucun |

| Amical                | Amiens SC | 3 – 2   | AFC Tubize (2)           |                                               |                                               |
| Mardi 24 juillet 2018 | Cornette 15e · Gneba 51e · Otero 80e | (1 – 2) | 30e Schuster · 36e Henry | Stade Lucien Jovelin, Camon Diffuseur : Aucun | Stade Lucien Jovelin, Camon Diffuseur : Aucun |
| Mardi 24 juillet 2018 | Rapport |         |                          | Stade Lucien Jovelin, Camon Diffuseur : Aucun | Stade Lucien Jovelin, Camon Diffuseur : Aucun |
| Mardi 24 juillet 2018 | Gurtner (Dreyer, 46e MT) - El Hajjam (Gendrey, 60e), Adenon, Lefort (Dibassy, 60e), Sy - Fofana (Traoré, 60e), Monconduit - Cornette (Gneba, 46e MT), Bodmer (Ngando, 60e), Rabeï - Timité (Otero, 60e) | Équipes |                          | Stade Lucien Jovelin, Camon Diffuseur : Aucun | Stade Lucien Jovelin, Camon Diffuseur : Aucun |

| Amical                   | Amiens SC | 1 – 1   | AS Saint-Étienne (1) |                                                     |                                                     |
| Vendredi 27 juillet 2018 | Konaté 82e | (0 – 1) | 37e Diony            | Stade Gérard Houllier, Le Touquet Diffuseur : Aucun | Stade Gérard Houllier, Le Touquet Diffuseur : Aucun |
| Vendredi 27 juillet 2018 | Rapport |         |                      | Stade Gérard Houllier, Le Touquet Diffuseur : Aucun | Stade Gérard Houllier, Le Touquet Diffuseur : Aucun |
| Vendredi 27 juillet 2018 | Gurtner (Dreyer, 60e) - El Hajjam (Gendrey, 85e), Gouano (Lefort, 34e), Adenon, Dibassy - Fofana (Gnahoré, 70e), Monconduit (Traoré, 70e) - Cornette (Rabeï, 46e MT (Gneba, 85e)), Bodmer (Timité, 60e), Mendoza (Sy, 46e MT (Ngando, 85e)) - Otero (Konaté, 70e) | Équipes |                      | Stade Gérard Houllier, Le Touquet Diffuseur : Aucun | Stade Gérard Houllier, Le Touquet Diffuseur : Aucun |

| Amical                | Amiens SC | 1 – 3   | AFC Bournemouth (1)               |                                                                           |                                                                           |
| Mardi 31 juillet 2018 | Konaté 6e | (1 – 1) | 9e Defoe · 48e King · 60e Francis | Centre d’entraînement de l'AFC Bournemouth, Bournemouth Diffuseur : Aucun | Centre d’entraînement de l'AFC Bournemouth, Bournemouth Diffuseur : Aucun |
| Mardi 31 juillet 2018 | Rapport |         |                                   | Centre d’entraînement de l'AFC Bournemouth, Bournemouth Diffuseur : Aucun | Centre d’entraînement de l'AFC Bournemouth, Bournemouth Diffuseur : Aucun |
| Mardi 31 juillet 2018 | Gurtner - El Hajjam (Gendrey, 76e), Adenon, Dibassy (Sy, 61e), Lefort - Gnahoré (Traoré, 61e), Fofana (Monconduit, 46e MT) - Cornette (Timité, 46e MT), Mendoza (Bodmer, 70e), Otero (Gneba, 70e) - Konaté (Rabeï, 61e) | Équipes |                                   | Centre d’entraînement de l'AFC Bournemouth, Bournemouth Diffuseur : Aucun | Centre d’entraînement de l'AFC Bournemouth, Bournemouth Diffuseur : Aucun |

| Amical               | Amiens SC | 1 – 3   | Cardiff City (1) |                   |                   |
| Vendredi 3 août 2018 | Cornette 49e | (0 – 1) | ? ? · ? ? · ?    | Diffuseur : Aucun | Diffuseur : Aucun |
| Vendredi 3 août 2018 | Rapport |         |                  | Diffuseur : Aucun | Diffuseur : Aucun |
| Vendredi 3 août 2018 | Gurtner - El Hajjam, Adenon (Sy, 72e), Dibassy, Lefort - Gnahoré (Traoré, 80e), Fofana - Cornette (Bodmer, 56e), Mendoza, Otero - Konaté (Timité, 80e) | Équipes |                  | Diffuseur : Aucun | Diffuseur : Aucun |

## Statistiques

### Temps de jeu
| G  | Mathieu Dreyer      | -  | -  | -  | -  | -  | -  | -  | -  | -  | -  | -  | 90 | -  | -  | -  | -  | -  | -  | 90 | -  | 90 | -  | -  | -  | 90 | -  | -  | -  | -  | -  | -  | -  | -  | -  | -  | -  | -  | -  | -  | -  | -  | -  |  |  |  |
| G  | Régis Gurtner       | 90 | 90 | 90 | 90 | 90 | 90 | 90 | 90 | 90 | 90 | 90 | -  | 90 | 90 | 90 | 90 | 90 | 90 | -  | 90 | -  | 90 | 90 | 90 | -  | 90 | 90 | 90 | 90 | 90 | 90 | 90 | 90 | 90 | 90 | 90 | 90 | 90 | 90 | 90 | 90 | 90 |  |  |  |
| D  | Khaled Adenon       | 90 | 90 | 90 | 90 | 90 | 90 | -  | 90 | 90 | 90 | 90 |    | 85 | 90 |    | 90 | 90 | 90 | 26 | 90 |    | 90 | 66 |    | 90 | -  | -  | -  |    |    | -  |    | -  | -  | -  | -  | -  | 90 | 90 | 90 | 90 | 45 |  |  |  |
| D  | Bakaye Dibassy      | 90 | 90 | 90 | 90 | 90 | -  | 90 | 90 | 90 | 90 | 90 | 3  | 90 | 90 | 90 | 90 | 90 | 90 | 90 | 90 | 90 | 90 | 90 | 90 | -  | 90 | 90 | 90 | 90 | -  | 7  | -  | -  | 90 | 54 | 90 | 90 | 90 | 90 | 90 | 90 | 90 |  |  |  |
| D  | Oualid El Hajjam    | 90 | 88 | -  | 2  | -  | -  | -  | 73 | 4  | 67 | -  | 90 | -  | 18 | -  | 90 | -  | 16 | 90 | -  | 90 | -  | -  | -  | 90 | -  | -  | -  | -  | -  | -  | -  | 4  | -  | -  | -  | -  | -  | 90 | -  | -  | -  |  |  |  |
| D  | Prince-Désir Gouano |    | 90 |    |    | 90 | 90 | 90 |    | 90 | 90 | 90 | 90 | 90 | 55 | 90 | 90 | 90 | 90 | 90 | 90 |    | 90 | 90 | 90 | -  | 90 | 90 | 90 | 90 | 90 | 90 | 90 | 90 | 90 | 90 | 90 | 90 |    |    |    |    | 45 |  |  |  |
| D  | Emil Krafth         | -  | 2  | 90 | 90 | 90 | 90 | 90 | 17 | 90 | 90 | 90 | -  | 90 | 90 | 90 | -  | 90 | 74 | -  | 90 | -  | 90 | 90 | 90 | 90 | 90 | 90 | 90 | 90 | 90 | 90 | 90 | 90 | 90 | 90 | 90 | 90 | 90 |    | 90 | 90 | 90 |  |  |  |
| D  | Jordan Lefort       | 90 | -  | 90 | 90 | -  | 90 | 90 | 90 | -  | -  | -  | 90 | 90 | 90 | 90 | 45 | -  | 45 | 60 | -  | 90 | -  | 90 | 90 | 90 | 90 | 90 | 90 | 61 | 90 | 90 | 90 | 90 |    | 32 |    | 1  | -  | -  | -  | -  |    |  |  |  |
| D  | Erik Pieters        |    |    |    |    |    |    |    |    |    |    |    |    |    |    |    |    |    |    |    |    |    |    |    |    |    |    | -  | 1  | 90 | 90 | 90 | 90 | 90 | 90 | 90 | 90 | 90 | 90 | 90 | 90 | 90 | 90 |  |  |  |
| D  | Mathurin Sakho      |    |    |    |    |    |    |    |    |    |    |    |    |    |    |    |    |    |    |    |    | -  |    |    |    | -  |    |    |    |    |    |    |    |    |    |    |    |    |    |    |    |    |    |  |  |  |
| D  | Sanasi Sy           | -  |    |    |    |    |    |    | -  |    |    |    | 90 | -  |    | -  | -  |    |    |    |    | 90 | -  | -  | -  | 90 | 1  |    |    |    |    |    |    |    |    |    |    |    |    |    |    |    |    |  |  |  |
| M  | Alexis Blin         |    |    |    |    | 24 |    |    |    |    | 9  | -  | 90 | 65 | 90 | 85 | 90 | 73 | 45 | 90 | 66 | 90 | -  | 75 | 88 |    | 90 | 90 | 2  | -  | 90 | 90 | 90 | 90 | 90 | 90 | 49 | 89 | 90 | 90 | 90 | 68 | 90 |  |  |  |
| M  | Mathieu Bodmer      | 6  | 7  | 25 | 26 | 90 | 13 | 69 | 45 | 90 | 16 | 90 |    | 65 | -  | 28 | 64 | 17 | 28 | 30 | 90 | 63 | 90 | 15 | 17 | 90 | 69 | 69 |    | -  | -  | -  | -  | 13 |    |    |    | 12 | -  | 1  | -  | 9  | -  |  |  |  |
| M  | Quentin Cornette    | 28 | 71 |    | -  | -  | 86 | 14 |    |    |    |    |    |    |    |    |    |    |    |    |    |    |    |    |    |    |    |    |    |    |    |    |    |    | 11 | -  | -  |    |    |    |    |    |    |  |  |  |
| M  | Guessouma Fofana    | 90 | 83 | 13 |    |    |    |    |    |    |    |    |    |    |    |    |    |    |    |    |    |    |    |    |    |    |    |    |    |    |    |    |    |    |    |    |    |    |    |    |    |    |    |  |  |  |
| M  | Ganso               |    |    |    |    | 19 | 67 | 21 | 17 | 83 | 74 | 18 | 90 | 25 | 72 | 5  | 26 | 90 |    |    |    |    |    |    |    |    |    |    |    |    |    |    |    |    |    |    |    |    |    |    |    |    |    |  |  |  |
| M  | Iron Gomis          |    |    |    |    |    |    |    |    |    |    |    |    |    |    |    |    |    |    |    |    |    |    |    |    |    |    |    |    |    |    |    |    | -  |    |    |    |    |    |    |    |    |    |  |  |  |
| M  | Eddy Gnahoré        | 90 | 90 | 90 | 90 | 90 | 90 | 90 | 69 |    | 81 | 72 | 68 | 25 | 90 | 90 | 45 | 80 | 90 | 90 | 24 | 90 | 90 | 75 | 89 | 69 | 21 | 21 | 90 | 90 | 3  | 14 | -  | -  | 7  | 84 | 90 |    | 90 | 90 | 63 | 32 | 8  |  |  |  |
| M  | Rafał Kurzawa       | -  | 19 | 13 | -  | 28 | 77 | 8  | 45 | -  | -  | 11 | 68 | -  | -  | -  | -  |    |    | 90 | 10 | 90 | 13 | 6  | 1  |    |    |    |    |    |    |    |    |    |    |    |    |    |    |    |    |    |    |  |  |  |
| M  | Thomas Monconduit   |    |    | -  | 90 |    | 90 | 90 | 90 | 90 | 90 | 90 | 22 | 90 | 90 | 90 | 77 | 90 | 90 | -  | 90 | 27 | 90 | 90 | 90 |    | 69 | 90 | 90 | 90 | 90 | 90 | 90 | 90 | 90 | 36 | 41 | 78 |    | 90 | 90 | 90 | 90 |  |  |  |
| M  | Gaoussou Traoré     | 62 | -  |    |    | 38 | -  | -  | -  | 7  |    |    | -  |    |    |    |    |    | -  |    |    | -  |    | -  | -  | 90 | -  | -  | -  |    |    |    |    |    | -  |    |    | -  |    |    |    |    |    |  |  |  |
| M  | Bongani Zungu       |    |    | 77 | 60 |    |    |    |    |    |    |    |    |    |    |    |    |    |    |    |    |    |    |    |    |    |    |    |    |    |    |    |    |    | -  | 6  | 29 | 58 | -  | -  |    | -  | -  |  |  |  |
| A  | Saman Ghoddos       |    |    | 65 | 30 | 90 | 90 | 82 | 73 | 90 | 90 | 79 |    | 90 | 82 | 90 | 90 | 29 | 62 | 20 | 32 |    |    |    |    |    |    |    | 90 | 29 | 88 | 83 | 83 | 77 |    |    |    |    | 12 | 4  | 45 | 67 | 90 |  |  |  |
| A  | Martin Gneba        |    |    |    |    |    |    |    |    |    |    |    | -  |    |    |    |    |    |    |    |    |    |    |    |    |    |    |    |    |    |    |    |    |    |    |    |    |    |    |    |    |    |    |  |  |  |
| A  | Serhou Guirassy     |    |    |    |    |    |    |    |    |    |    |    |    |    |    |    |    |    |    |    |    |    |    |    |    |    |    | 59 | 88 | 90 | 90 | 90 | 89 |    |    |    | 90 | 90 | 90 | 69 | 90 | 90 | 90 |  |  |  |
| A  | Seybou Koïta        |    |    |    |    |    |    |    |    |    |    |    | 22 |    |    |    |    |    | -  |    |    |    |    |    |    |    |    |    |    |    |    |    |    |    |    |    |    |    |    |    |    |    |    |  |  |  |
| A  | Moussa Konaté       | 84 | 90 | 90 | 88 | 90 | 23 | 90 | 90 | 89 | 23 | 65 |    |    |    |    |    |    |    |    |    |    |    |    |    | 21 | 21 | 31 | 68 | 75 | 87 | 76 | 90 | 90 | 90 | 90 | 61 |    | 69 | 21 | 27 | 81 | 82 |  |  |  |
| A  | Stiven Mendoza      | 90 | 90 | 77 | 64 |    |    |    |    |    |    |    |    |    | 8  | 90 | 90 | 90 | 90 | 61 | 58 | 27 | 89 | 84 | 90 | 59 | 90 |    | 89 | 80 | 30 | -  | 7  |    | 90 | 90 | 90 | 90 | 78 | 89 | 45 |    |    |  |  |  |
| A  | Juan Ferney Otero   | 89 | 90 | 90 | 90 | 71 |    | 76 | 90 | 86 | 90 | 90 | 90 | 90 | 35 | 62 |    | 61 | 90 | 70 | 80 | 63 | 77 | 15 | 90 | 31 | 89 | 90 |    | 10 | 60 |    | 1  | 86 | 79 | 17 | 1  | 90 | 21 | -  | 10 | 90 | 73 |  |  |  |
| A  | Réda Rabeï          |    |    |    |    |    |    |    |    | -  |    |    |    |    |    |    |    |    |    |    |    |    |    |    |    |    |    |    |    |    |    |    |    |    |    |    |    |    |    |    |    |    |    |  |  |  |
| A  | Stanley Segarel     |    |    |    |    |    |    |    |    |    |    |    |    |    |    |    |    | 10 |    | -  | -  | 18 | 1  |    | 2  | 13 |    |    |    |    |    |    |    |    |    |    |    |    |    |    |    |    |    |  |  |  |
| A  | Cheick Timité       | 1  | -  | -  | -  |    | 4  |    | -  | 1  | -  | 25 | 87 | 5  | -  | -  | 13 | -  | -  | 29 | 90 | 72 | 90 | 90 | 73 | 77 | 90 | 90 | 22 | 15 | 2  | 90 | 89 | 90 | 83 | 73 | 89 | 32 | 90 | 86 | 80 | 33 | 17 |  |  |  |
| P. | Joueur              | 1  | 2  | 3  | 4  | 5  | 6  | 7  | 8  | 9  | 10 | 11 | L1 | 12 | 13 | 14 | 15 | 16 | 17 | L2 | 19 | F1 | 18 | 20 | 21 | F2 | 22 | 23 | 24 | 25 | 26 | 27 | 28 | 29 | 30 | 31 | 32 | 33 | 34 | 35 | 36 | 37 | 38 |  |  |  |

|    | Non présent dans l'effectif                         |
|    | Suspendu                                            |
|    | Blessé, malade, convalescent ou en phase de reprise |
|    | En sélection                                        |
| 70 | Expulsé                                             |

### Joueurs en sélection
| P | Joueur           | Sélection      | Off. | Ami. | Tot. | Réf |
| - | ---------------- | -------------- | ---- | ---- | ---- | --- |
| D | Khaled Adenon    | Bénin          | 9    | 2    | 11   |     |
| D | Bakaye Dibassy   | Mali           | 1    | 1    | 2    |     |
| D | Oualid El Hajjam | Maroc          | 1    | 1    | 2    |     |
| D | Emil Krafth      | Suède          | 3    | 2    | 5    |     |
| M | Rafał Kurzawa    | Pologne        | 2    | 1    | 3    |     |
| M | Bongani Zungu    | Afrique du Sud | 4    | 1    | 5    |     |
| A | Saman Ghoddos    | Iran           | 6    | 4    | 10   |     |
| A | Seybou Koïta     | Niger          | 1    |      | 1    |     |
| A | Moussa Konaté    | Sénégal        | 4    | 1    | 5    |     |